# Rimbo Recap
Rimbo Recap is een bestuurslaag in het regentschap Rejang Lebong van de provincie Bengkulu, Indonesië. Rimbo Recap telt 1263 inwoners (volkstelling 2010).